# أمريكا المفتوحة 1968
قائمة بالأبطال في بطولة 1968 أمريكا المفتوحة:

## الكبار

### فردي رجال
أرثر آش هزم  توم أوكر 14-12 5-7 6-3 3-6 6-3

### فردي سيدات
فيرجينا ويد هزم  بيلي جين كينغ 6-4 6-4

### زوجي رجال
روبرت لوتز و ستان سميث هزم  أرثر آش و أندرياس غومينو 11-9 6-1 7-5

### زوجي سيدات
ماريا بيونو و مارغريت كورت هزم  بيلي جين كينغ و روزماري كاسالس 4-6 9-7 8-6

### زوجي مختلط
بيتر كورتيس و ماري آن إيسيل هزم  جيري بيري و توني فريتز 6-4 7-5

## الشباب

### فردي أولاد
بدأت هذه البطولة في 1987

### فردي بنات
بدأت هذه البطولة في 1974

### زوجي أولاد
بدأت هذه البطولة في 1987

### زوجي بنات
بدأت هذه البطولة في 1987